# قازبگی
قازبگی (به گرجی: ყაზბეგი) یا مقینوارتسوِری (به گرجی: მყინვარწვერი) (به معنی قله یخ‌زده) نام کوهی است در شمال شرق گرجستان و در نزدیکی مرز روسیه واقع شده و ارتفاع آن ۵،۰۴۷ متر است. درجهٔ سختی قلهٔ این کوه با درجهٔ سختی قله‌های رشته‌کوه هیمالیا برابری می‌کند و به نام اورست کوچک مشهور است. کوهنوردان ایرانی برای نخستین بار در سال ۱۳۸۲ آن را فتح کردند.

## نگارخانه

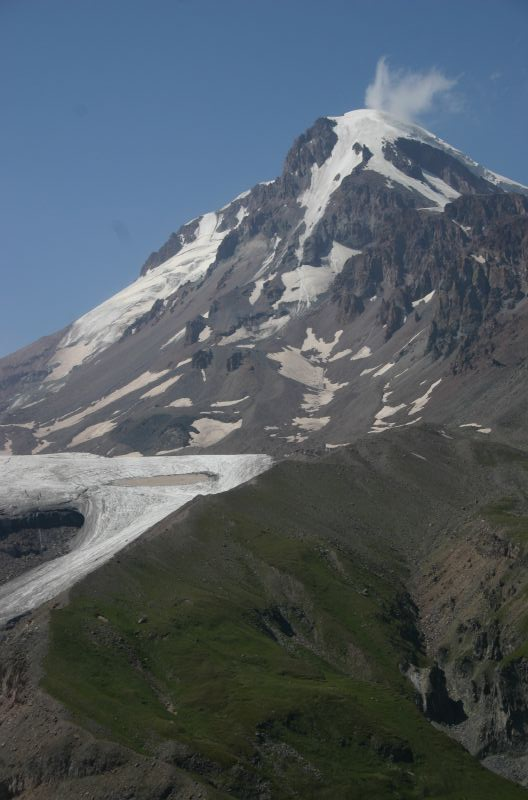
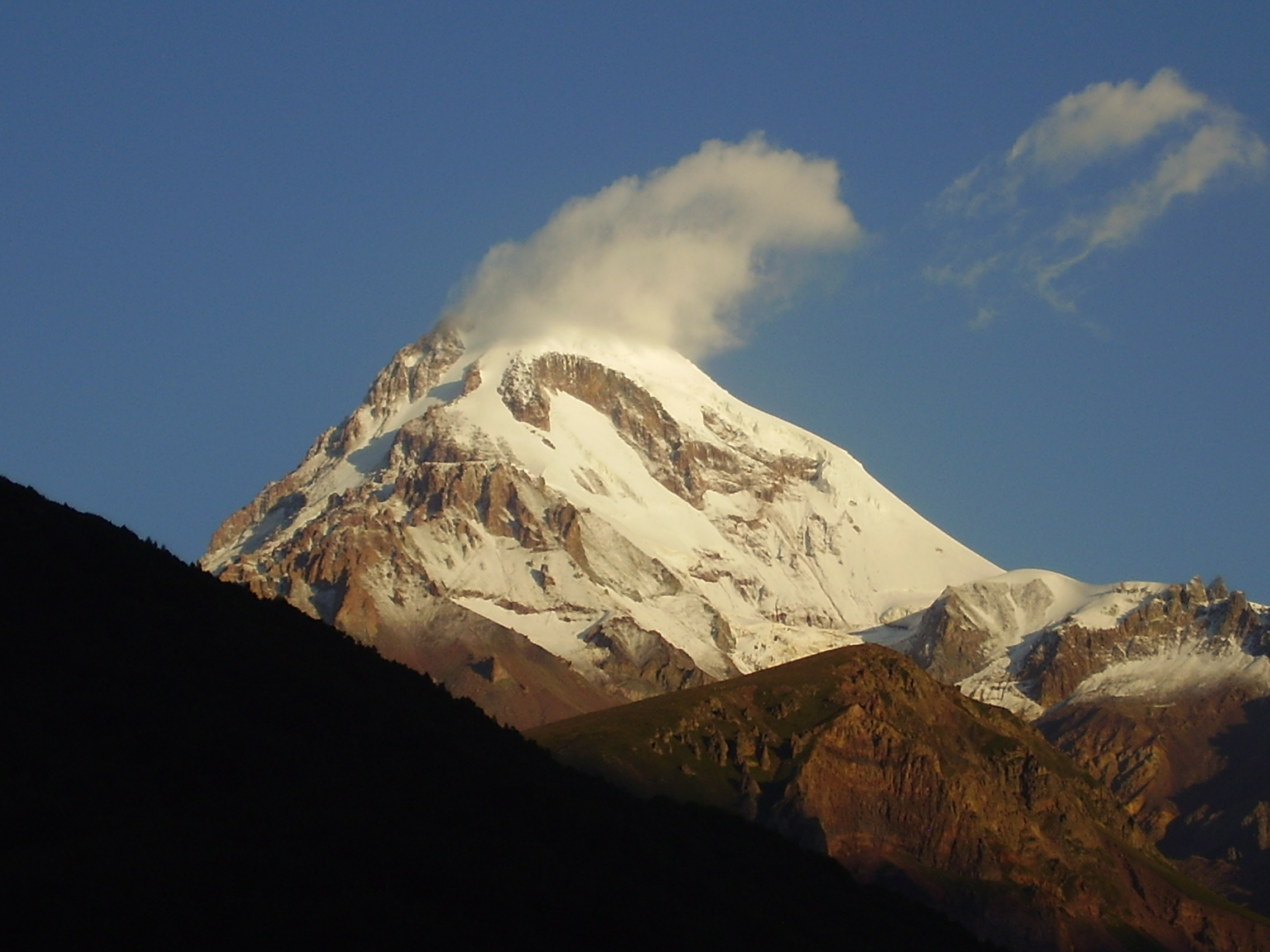
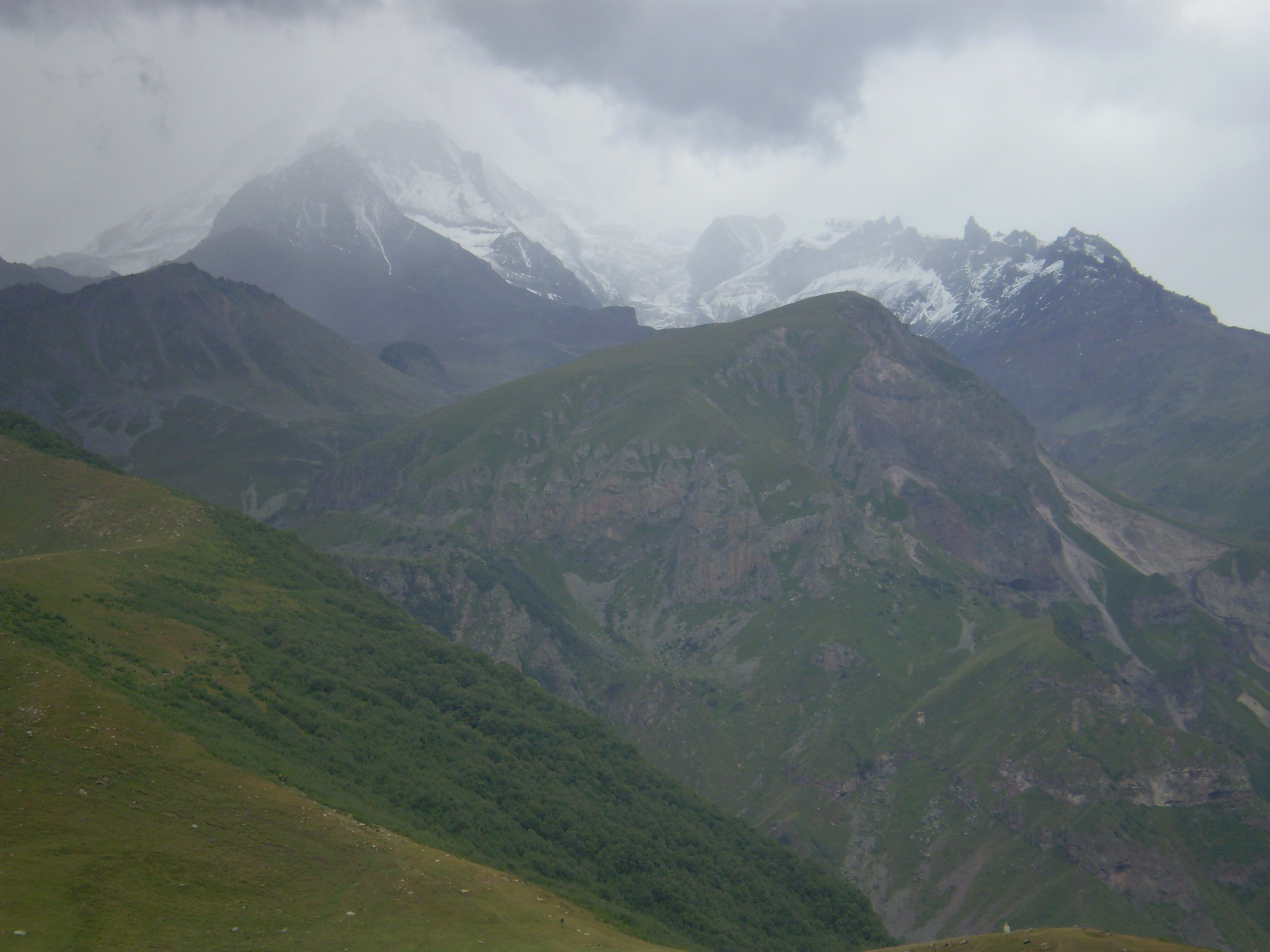
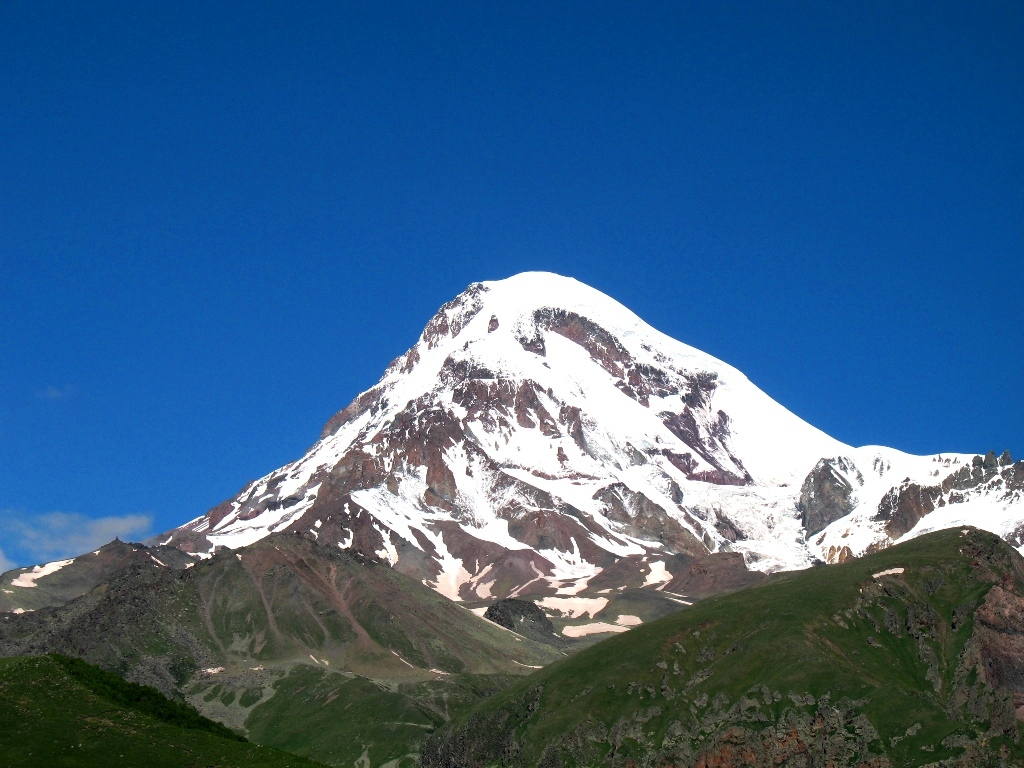
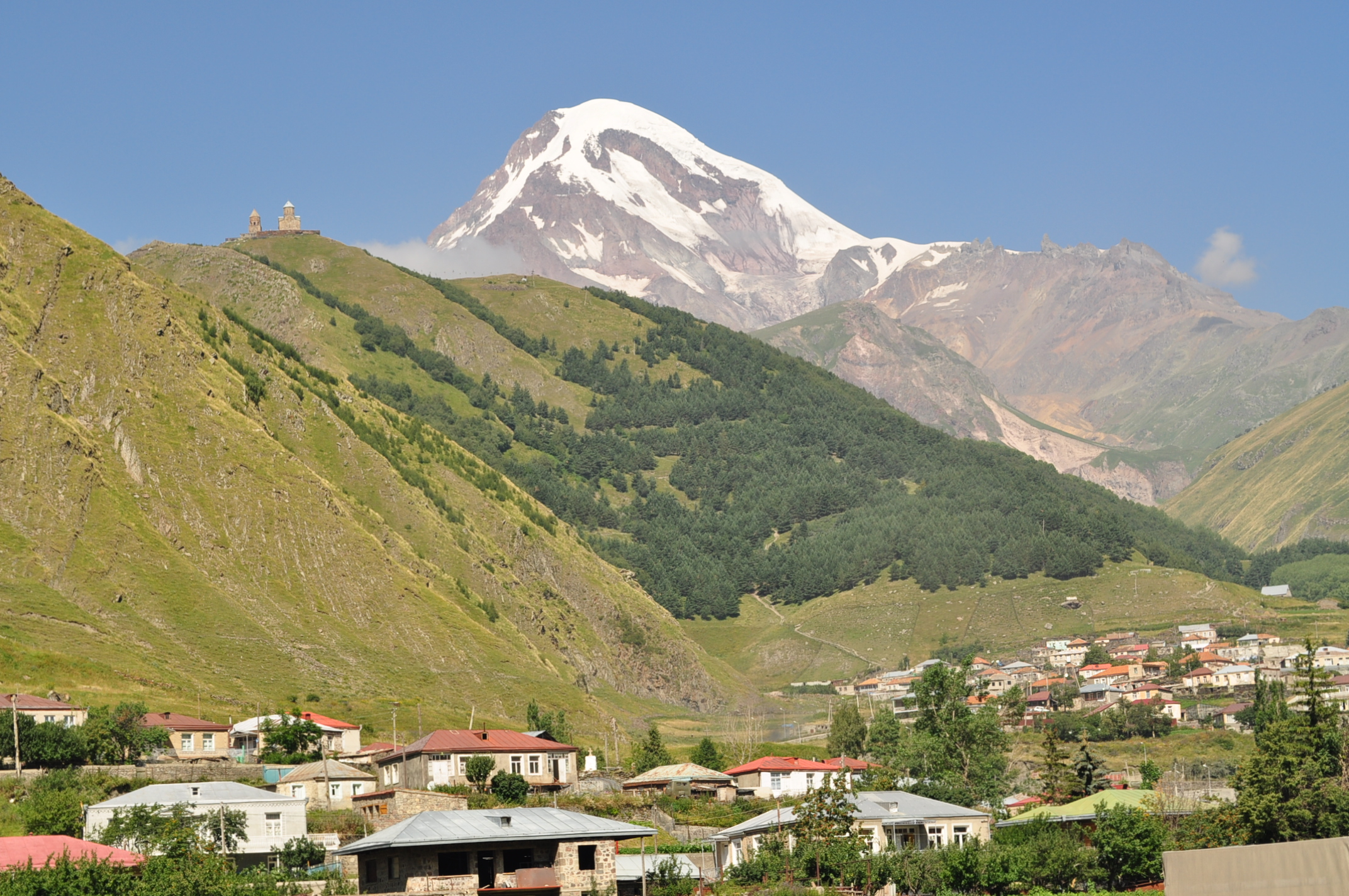
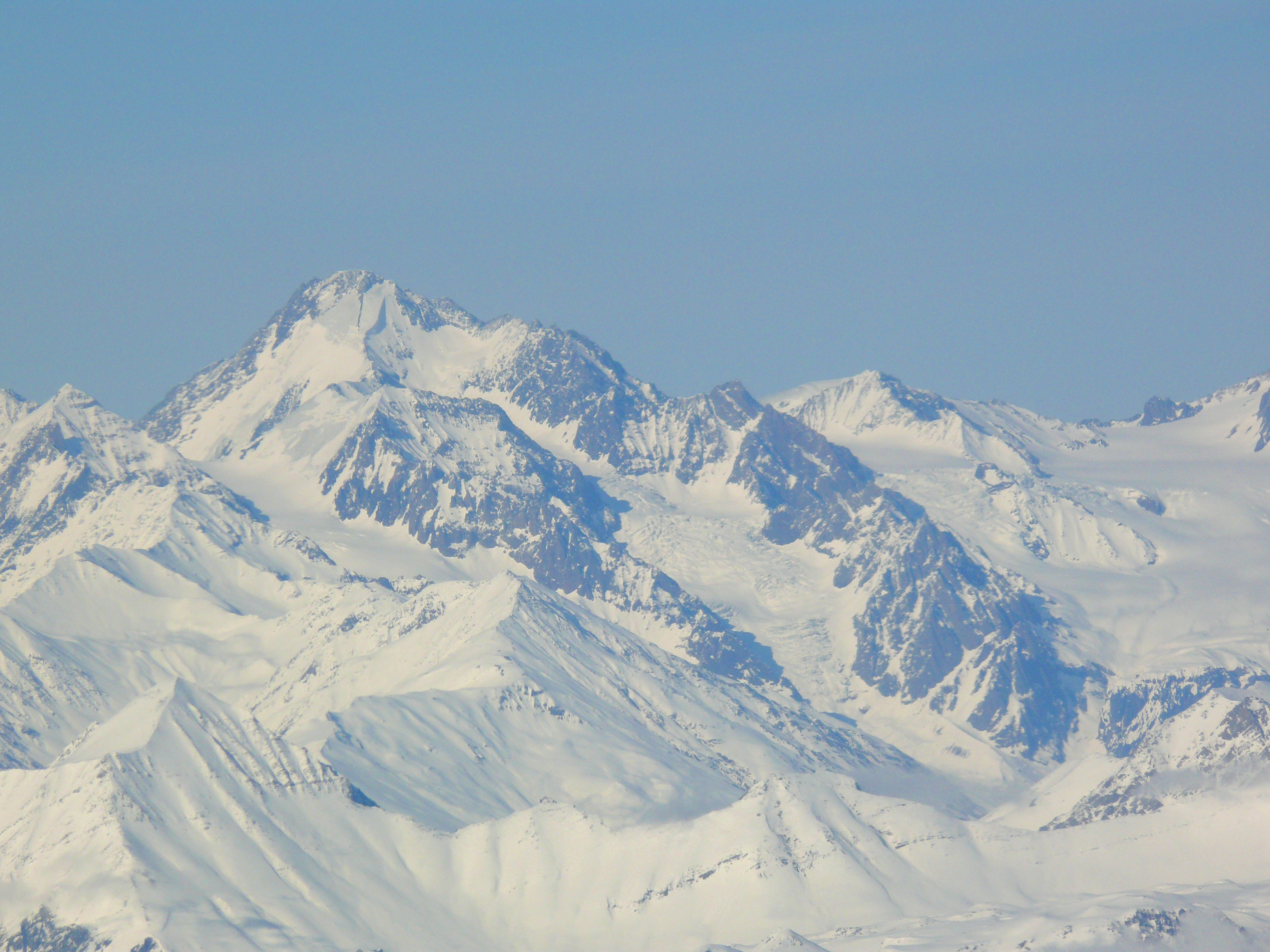